# DAF 600
DAF 600 – samochód osobowy produkowany przez holenderską firmę DAF w latach 1959-1963. Dostępny był jako 2-drzwiowy sedan. Do napędu używano silnika R2 o pojemności 0,6 l. Moc przenoszona była na oś tylną. Samochód wyposażono w bezstopniową skrzynię biegów „Variomatic”. Początkowo model oferowany był w 2 wersjach: Standard i Luxe, w której oferowano 6 barw nadwozia. W 1960 r. samochód otrzymał większe reflektory, natomiast kierunkowskazy założono poniżej przednich lamp. Samochód produkowano w Eindhoven w Holandii.
Samochód eksportowany był m.in. do USA, gdzie w 1960 roku kosztował 1469 dolarów.

## Dane techniczne (600 Variomatic)

### Silnik
- R2 0,6 l (590 cm³), 2 zawory na cylinder, OHV
- Średnica × skok tłoka: 76,00 mm × 65,00 mm
- Stopień sprężania: 7,10:1
- Moc maksymalna: 22 KM (16,4 kW) przy 4000 obr./min
- Maksymalny moment obrotowy: 45 N•m przy 2500 obr./min

### Osiągi
- Przyspieszenie 0-100 km/h: 33 s
- Prędkość maksymalna: 90-100 km/h

## Galeria

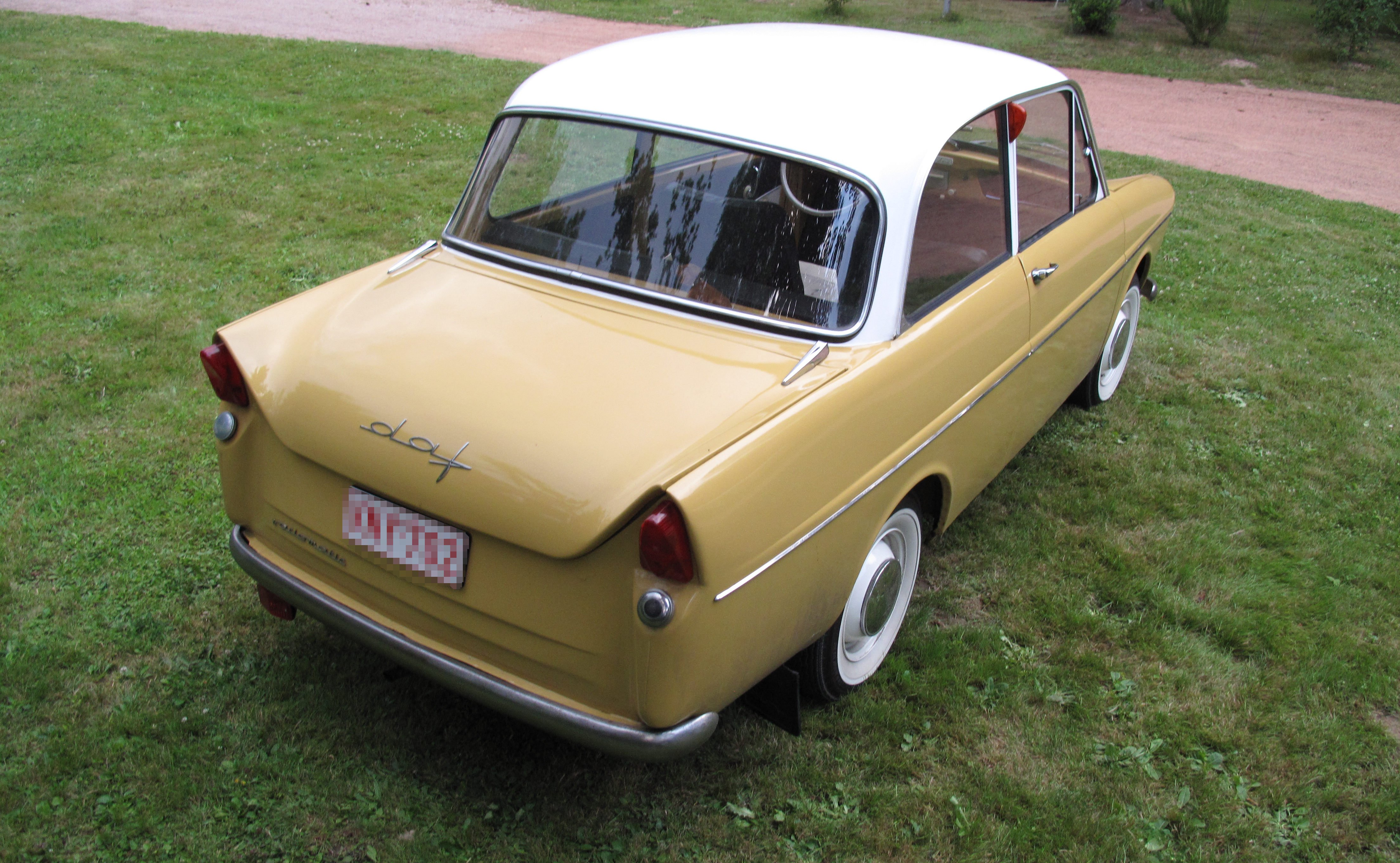
DAF 600 – tył pojazdu
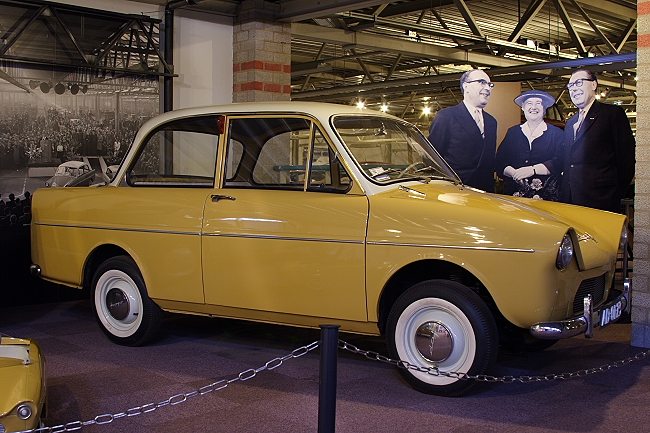
DAF 600
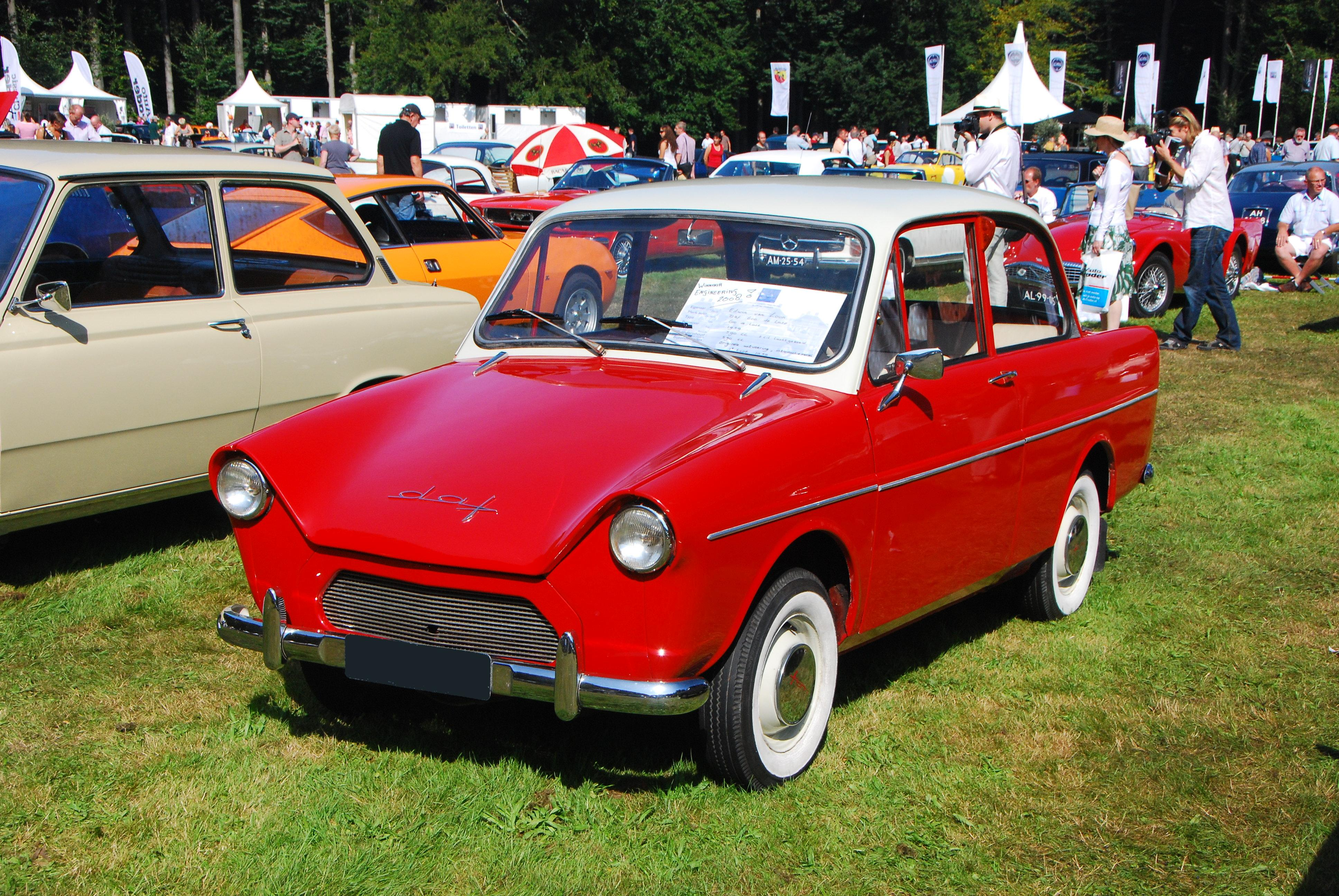
DAF 600